# كلايد أبراهامز
كلايد أبراهامز (بالإنجليزية: Clyde Abrahams) هو لاعب هوكي الحقل جنوب أفريقي، ولد في 15 أكتوبر 1978.

## وصلات خارجية
- كلايد أبراهامز على موقع الاتحاد الدولي للهوكي (الإنجليزية)
- كلايد أبراهامز على موقع أوليمبيديا (الإنجليزية)
- كلايد أبراهامز على موقع اتحاد ألعاب الكومنولث (مؤرشف) (الإنجليزية)
- كلايد أبراهامز على موقع دورة ألعاب الكومنولث 2006 (مؤرشف) (الإنجليزية)